# アサーティブネス
アサーティブネスもしくはアサーション（英：Assertiveness、assertion、訳：自己表現・意見表明）は、自他を尊重した自己表現もしくは自己主張のことである。アサーティブネスは、行動療法にその起源を持ち、アサーション・トレーニングとの名称でトレーニングがおこなわれてきた。また、アサーティブなコミュニケーションとは、自分と相手の人権 (アサーティブ権) を尊重した上で、自分の意見や気持ちをその場に適切な言い方で表現することであるとされる。一般にもコミュニケーションの重要な技法であると考えられ、自己啓発書やビジネス書などでもしばしば取り上げられている。
アサーティブネスには、社会に効果的に適応するための社会技能としての側面と、人間には自己主張する権利があるという思想としての側面がある

## 定義
非常にあいまいで定義の難しい概念であるが、多くの場合「適切な自己主張」「自他を尊重した自己表現」などとされる。この概念の鍵は「相手を尊重すること」もしくは「適切であること」という次元と「自分を尊重すること」もしくは「自らの権利を主張すること」という2つの次元の統合もしくは止揚にある。この統合もしくは止揚の仕方によってさまざまな定義が可能である。行動分析学の観点からは機能的アサーションという定義が提案されている。
アサーティブの4原則は、率直、対等、自己責任、誠実である。

## アサーティブネスとそれ以外の差異
アサーティブネスとは、自他を尊重した適切な自己主張であるという意味で、他のコミュニケーション方略とは異なっている。コミュニケーションの方略は主に以下の3つに分けられる。
- 受身的なコミュニケーション：言いたいことが言えずに、自分の意思や権利を自分自身で守れないようなコミュニケーション。

- 攻撃的なコミュニケーション：相手の権利を尊重せず、自分の権利ばかりを主張するコミュニケーション。

- アサーティブなコミュニケーション：相手の自己主張する権利を認めたうえで、自分自身の意思や権利を主張するコミュニケーション。

ただし、アサーティブネスとそれ以外のコミュニケーションの境界線は恣意的であり、これらはしばしば重なりあったり、対人的・社会的な文脈によっては容易にずれ込んだりすることが指摘されている。また、アサーティブネスとそれ以外のコミュニケーションをこのような3パターンに分類するのは最もシンプルでわかりやすいが、これら以外の第4、第5のアサーティブでないコミュニケーションを追加することも可能である。しかしながら、そういった区別には実証的な根拠が必ずしもあるわけではない。

## アサーティブネスに関するさまざまな立場
アサーティブネスは、ある種の理想的なコミュニケーションのスタイルを提案しているという意味で、多種多様な立場から注目されてきている。たとえば以下のような立場があげられる。
- カウンセリングや自己啓発の立場[7][8]
- 社会心理学の立場[9]
- 認知行動療法の立場[3][10]

日本でアサーティブネスを広めたのは、平木典子であり、現在でも平木のアサーティブネスの立場は最も日本で受け入れられている。

## アサーション・トレーニング
トレーニング方法の起源は行動療法に由来し、現在では、認知行動療法の方法論が取り入れられている。トレーニングは基本的に、アサーションについての心理教育から始まり、参加者にとってアサーションがどのように難しいかについてのアセスメント、トレーナーがお手本を示すモデリング、参加者が実際にそれをやって見せた際にフィードバックを返すといった内容で構成される。これは一般的なソーシャル・スキル・トレーニングと同様の手続きである。

## アサーティブネスの技法
壊れたレコード
「壊れたレコード」という技法は、アサーティブネスの専門家達によって支持され、広く行われている。これは、不当な抵抗に出会ったら、その都度、自分の要求を繰り返して述べるという技法である。この言葉の由来は、表面に傷のあるレコードをかけると、蓄音機の針が跳んで、数秒間の録音が、無限に繰り返されることから来ている。この技法の短所は、抵抗が持続する時には、繰り返すにつれて、話し手の要求が力を失ってゆくことである。要求が過度に繰り返されると、言葉の権威は逆に低下する。そのような場合には、他の何らかの強制手段が必要となる。
のれんに腕押し
「のれんに腕押し」と呼ばれる技法を提唱する人もいる。敵対者があなたを批判しても、その言葉の一部に限定的に真実を見出し、それに賛成するという技法である。一部分だけ、あるいは原則だけなら、賛意を表明することも可能である。
欠点についての質問
欠点についてへの質問は、特定のことについて、さらに批判を求めるものである。しかし、相手からの批判の一部に賛成して、自分の欠点を認めたとしても、それは決して相手からの要求を受諾するということではない。
「私」を主語にすること
「私」を主語にして述べると、自分の立場における感情や希望を、他人への評価を表明したり、他人への感情を責めたりすることなく、伝えることができる。
アサーションでの話し方の４部構成
話の組み立て方のエッセンスは、内容を４つの部分に分けて構成するところにある。
①事実、②事実に対する自分の気持ち(I message)、③事実と気持ちを踏まえての提案、④提案が否定された場合の代案を提示して選択を迫る、である。
①事実には客観性があるので、否定しづらい。②それに対する自分の気持ちは、自分の心の中のことなので、相手は否定しづらい。
否定しづらいことを伝えた後、③の提案をされると、人間心理として、提案も否定しづらい。
その提案を、相手が否定した場合に備えて、さらに代案を提示されて選択を迫られると、代案は否定しづらい。
このように、相手を否定しづらい状況に導くことが、アサーティブネスの技法である。
この技法を、「DESC（デスク）法」と呼ぶことがある。①Describe(説明する）、②Express(説明する）、③Suggest(提案する）、④Choose(選択する）の頭文字をつないだものである。
あるいは、日本語で、「みかんていいな」と略する覚え方もある。①み＝見たこと、②かん＝感じたこと、③てい＝提案、④いな＝否定された場合の代案、の頭文字をつないだものである。

## 応用
アサーティブネスの訓練が、アルコール使用障害の予防に効果があると述べる研究がいくつかある。